# El Oro, México
El Oro là một đô thị thuộc bang México, México. Năm 2005, dân số của đô thị này là 31847 người.